# Kota Watanabe
Pour les articles homonymes, voir Watanabe.
Kota Watanabe est un joueur de hockey sur gazon japonais évoluant au poste d'attaquant à Adelaide Fire et avec l'équipe nationale japonaise.

## Biographie
Kota est né le 30 octobre 1996 dans la préfecture de Fukui.

## Carrière
Il a fait partie de équipe nationale en juillet 2021 pour concourir aux Jeux olympiques d'été de 2020 à Tokyo.

## Palmarès
- : 1er aux Jeux asiatiques en 2018
- : 2e au Champions Trophy d'Asie en 2021